# Spangsbjerg Station
Spangsbjerg Station er en jernbanestation i bydelen Spangsbjerg i den nordlige del af Esbjerg. Den blev åbnet i 1985, og ligger ved Rybner's Tekniske Gymnasium. Den er en ud af 4 jernbanestationer i Esbjerg, og som den eneste station i Esbjerg har Spangsbjerg Station ingen busser, der kører direkte forbi. Dog går 1A, 2A, 14 og 144 forbi Spangsbjerg Møllevej, ca. 300 meter fra stationen, hvilket er den større vej, der ligger tættest på.
Spangsbjerg Station er den næstmest benyttede station målt på påstigere, med 50.724 i 2022, kun overgået af Esbjerg Station med 753.060.
Spangsbjerg Station indeholder Billetautomat, Venteskur samt cykel- og bilparkering. Grundet dens placering ved Rybner's Tekniske Gymnasium er det den station i Esbjerg, som har flest bilparkeringspladser med ca. 82 pladser. Til sammenligning har Esbjerg Station kun ca. 53 pladser til biler.